# Campionato mondiale di hockey su ghiaccio maschile 2013
Il 77º Campionato mondiale di hockey su ghiaccio è stato assegnato dall'International Ice Hockey Federation alla Finlandia e alla Svezia, che lo hanno ospitato nelle città di Helsinki e Stoccolma nel periodo tra il 3 e il 19 maggio 2013. È la seconda volta consecutiva che due nazioni sono state scelte come organizzatrici di un campionato mondiale, e sempre nelle stesse due nazioni. Le semifinali e le finali si sono disputate in Svezia. Il torneo è servito per determinare il posizionamento delle nazionali nella classifica mondiale IIHF in vista delle olimpiadi invernali di Soči nel 2014.
La nazionale russa era la detentrice del titolo in virtù del successo conseguito nel 2012, grazie al successo in finale per 6-2 contro la nazionale slovacca.
Il torneo è stato vinto dalla Svezia, la quale ha conquistato il suo nono titolo sconfiggendo in finale la Svizzera per 5-1. Era dal 1986 che la nazione organizzatrice del torneo non riusciva a conquistare la medaglia d'oro, e grazie al titolo gli svedesi riottennero il primo posto nella classifica mondiale IIHF. Gli Stati Uniti invece sconfiggendo la Finlandia per 3-2 ottennero la medaglia di bronzo.

## Scelta della sede
La Finlandia ritirò la propria candidatura per i mondiali del 2011 prima delle votazioni, scegliendo invece di candidarsi per l'edizione del 2012. Sia la Finlandia che la Svezia avrebbero vinto il sorteggio per l'organizzazione delle edizioni 2012 e 2013, tuttavia successivamente i due paesi nordici scelsero di ospitare congiuntamente entrambi i Campionati, più precisamente nel 2012 Finlandia-Svezia e nel 2013 Svezia-Finlandia.

### Risultati della votazione
| Nazione     | Voti |
| ----------- | ---- |
| Svezia      | 70   |
| Bielorussia | 15   |
| Ungheria    | 8    |
| Rep. Ceca   | 3    |

## Stadi
- L'Ericsson Globe di Stoccolma, noto anche come Globen, è un impianto polifunzionale inaugurato nel 1989 e noto per la sua forma sferica di 110 metri di diametro e 85 metri di altezza.[7] Per due volte ha già ospitato i mondiali di hockey, così come alcuni incontri della World Cup of Hockey. Nella configurazione da palazzetto del ghiaccio la capienza massima è di 13.850 spettatori.[8] Nel corso del torneo ospiterà le partite del Girone S, due quarti di finale, le semifinali e le due finali.
- L'Hartwall Arena di Helsinki, nota anche come Helsinki-areena, è una grande arena polivalente costruita a Helsinki progettata nel 1994 e inaugurata nel 1997 per ospitare il campionato mondiale vinto dal Canada.[9] Ospita le partite casalinghe dello Jokerit, squadra militante nella SM-liiga. Per gli incontri di hockey su ghiaccio la capienza massima è di 13.506 posti a sedere.[10] Ospiterà le partite del Girone H e due quarti di finale.

| Ericsson Globe        | Hartwall Arena        |
| 59°17′36″N 18°04′59″E | 60°12′20″N 24°55′44″E |
| Capienza: 13.850      | Capienza: 13.506      |
|                       |                       |

## Partecipanti
Al via si presentano sedici squadre, quattordici provenienti dall'Europa e due dal Nordamerica. Il roster di ciascuna nazionale si compone di almeno 15 elementi fra attaccanti e difensori, oltre a 2 portieri, e al massimo può contare 22 giocatori di movimento con 3 portieri. Tutte e sedici le squadre, attraverso le varie federazioni nazionali, hanno dovuto diramare la lista dei giocatori convocati prima della riunione preliminare della IIHF.
| 14 dall'Europa    | Austria (Promossa dalla I divisione) | Bielorussia | Rep. Ceca  | Danimarca                             |  |
| 14 dall'Europa    | Finlandia                            | Francia     | Germania   | Lettonia                              |  |
| 14 dall'Europa    | Norvegia                             | Russia      | Slovacchia | Slovenia (Promossa dalla I divisione) |  |
| 14 dall'Europa    | Svezia                               | Svizzera    |            |                                       |  |
| 2 dal Nordamerica | Canada                               | Stati Uniti |            |                                       |  |

## Copertura televisiva

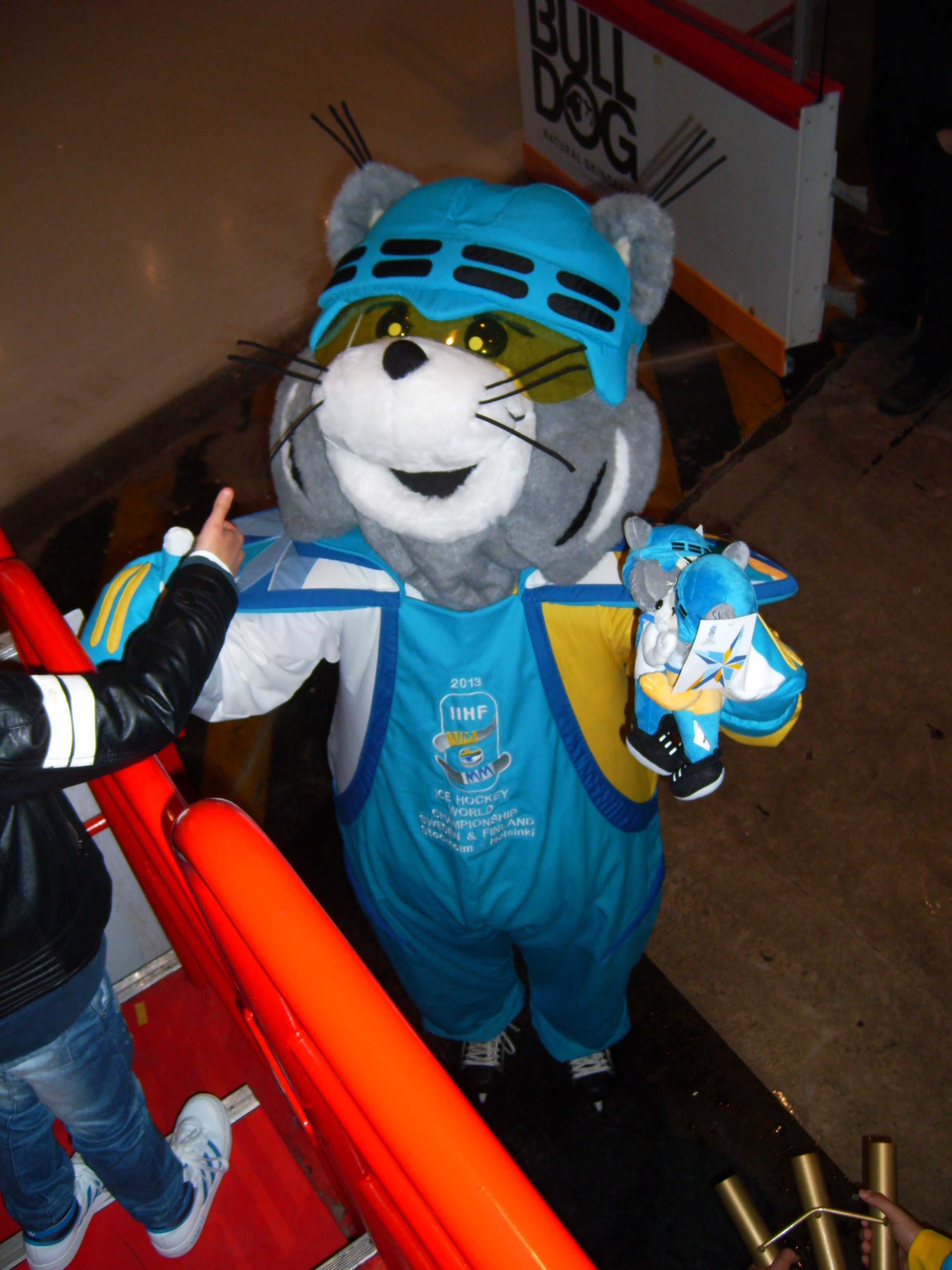
Icy, mascotte del mondiale 2013.

A livello globale l'evento è stato trasmesso in oltre 100 nazioni. Di seguito sono riportate le emittenti televisive delle nazioni partecipanti al campionato mondiale che si sono aggiudicate i diritti a trasmettere le partite dell'avvenimento nel proprio ambito territoriale. Come per l'anno precedente fu offerta gratuitamente la diretta in streaming di tutte le partite del Campionato mondiale su YouTube, con una differita di 30 minuti per quelle nazioni dove un'emittente deteneva l'esclusiva per l'evento.
| Nazione     | Emittente           |
| ----------- | ------------------- |
| Austria     | ORF                 |
| Bielorussia | Belarus TV          |
| Canada      | TSN                 |
| Canada      | RDS                 |
| Rep. Ceca   | Česká televize      |
| Danimarca   | TV3 Sport           |
| Finlandia   | Yleisradio          |
| Francia     | Sport+              |
| Germania    | Sport1              |
| Italia      | Sportitalia         |
| Lettonia    | Viasat              |
| Norvegia    | MAX                 |
| Russia      | Pervyĭ kanal        |
| Russia      | VGTRK               |
| Slovenia    | RTV Slovenija       |
| Slovacchia  | STV                 |
| Svezia      | TV4                 |
| Svizzera    | SRG SSR idée suisse |
| Stati Uniti | NBC Sports Network  |

## Raggruppamenti

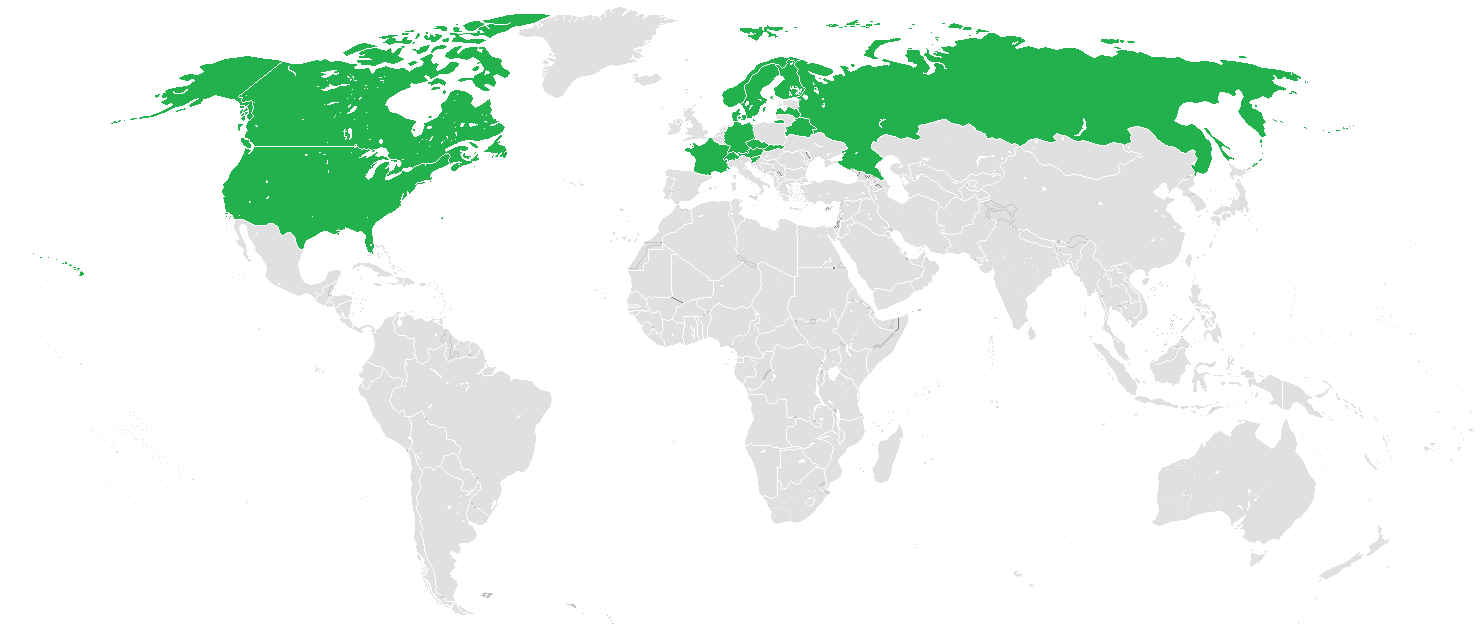
Nazioni partecipanti al campionato mondiale.

I gruppi del turno preliminare sono stati stabiliti in base alla Classifica mondiale IIHF stilata al termine del Campionato mondiale di hockey su ghiaccio 2012:
| Gruppo S (Stoccolma) | Gruppo H (Helsinki) |
| Rep. Ceca (3)        | Russia (1)          |
| Svezia (4)           | Finlandia (2)       |
| Canada (5)           | Slovacchia (6)      |
| Norvegia (8)         | Stati Uniti (7)     |
| Svizzera (9)         | Germania (10)       |
| Danimarca (12)       | Lettonia (11)       |
| Bielorussia (13)     | Francia (14)        |
| Slovenia (18)        | Austria (15)        |

* Tra parentesi è indicata la posizione nel Ranking IIHF.

## Arbitri
La IIHF ha selezionato 16 arbitri e 16 giudici di linea per il Campionato mondiale di hockey su ghiaccio maschile 2012:
Arbitri
- Vladimír Baluška
- Lars Brüggemann
- Vjačeslav Bulanov
- Ian Croft
- Martin Fraňo
- Antonín Jeřábek
- Morgan Johansson
- Keith Kaval

Arbitri
- Matt Kirk
- Konstantin Olenin
- Daniel Piechaczek
- Aleksi Rantala
- Jyri Rönn
- Brent Reiber
- Marcus Vinnerborg
- Derek Zalaski

Giudici di linea
- Roger Arm
- Petr Blumel
- Chris Carlson
- Jimmy Dahmen
- Ivan Dedyulya
- Pierre Dehaen
- Sirko Hunnius
- Johannes Käck

Giudici di linea
- Jon Killan
- Jonathan Morisson
- André Schrader
- Sergej Šeljanin
- Sakari Suominen
- Miroslav Valach
- Jesse Wilmot
- Christopher Woodworth

## Gironi preliminari
Le sedici squadre partecipanti sono state suddivise in due gruppi. Al termine del raggruppamento le prime quattro squadre di ciascun gruppo avanzano ai quarti di finale, mentre l'ultima classificata viene retrocessa in Prima Divisione - Gruppo A.
Il gruppo H si gioca ad Helsinki, mentre quello S a Stoccolma.

### Gruppo H
| Arbitri: | Brent Reiber Derek Zalaski |

|                         |           |                                                                                       |
| Raux 45:32 Fleury 51:58 | Marcatori | 08:28 Miklík 25:27 Ölvecký 28:34 Záborský 43:50 Radivojevič 44:40 Šatan 58:57 Hudáček |

| Arbitri: | Martin Fraňo Matt Kirk |

|                                                   |           |                                         |
| Kontiola 10:22 58:31 Pesonen 39:27 Salminen 61:58 | Marcatori | 30:21 Schütz 42:34 Ehrhoff 56:55 Ankert |

| Arbitri: | Morgan Johansson Aleksi Rantala |

|                                                               |           |                                          |
| Moss 10:02 Johnson 23:38 38:32 Stapleton 29:31 Palushaj 30:57 | Marcatori | 04:58 Latusa 05:38 Welser 33:21 Schuller |

| Arbitri: | Brent Reiber Derek Zalaski |

|                                                                                           |           |  |
| Birjukov 13:03 Medvedev 28:44 Radulov 32:59 Rjasenskij 38:55 Koval'čuk 40:17 Petrov 44:11 | Marcatori |  |

| Arbitri: | Antonín Jeřábek Marcus Vinnerborg |

|                               |           |  |
| Aaltonen 11:28 Kontiola 42:09 | Marcatori |  |

| Arbitri: | Martin Fraňo Marcus Vinnerborg |

|                                              |           |             |
| Fleury 03:36 Da Costa 04:17 Desrosiers 37:10 | Marcatori | 47:23 Vanek |

| Arbitri: | Morgan Johansson Aleksi Rantala |

|             |           |                                           |
| Tripp 45:03 | Marcatori | 23:20 30:09 58:20 Koval'čuk 59:39 Kokarev |

| Arbitri: | Antonín Jeřábek Matt Kirk |

|             |           |                                                       |
| Kulda 21:11 | Marcatori | 22:11 Stapleton 24:21 Moss 50:55 Butler 52:21 Hunwick |

| Arbitri: | Martin Fraňo Brent Reiber |

|                       |           |                                    |
| Wolf 04:01 Kink 43:01 | Marcatori | 33:30 Bližňák 45:41 52:46 Záborský |

| Arbitri: | Matt Kirk Derek Zalaski |

|                                               |           |                 |
| Pesonen 34:41 Aaltonen 35:19 Viitaluoma 48:36 | Marcatori | 40:43 Bellemare |

| Arbitri: | Morgan Johansson Aleksi Rantala |

|                                                                                 |           |                                           |
| Iberer 13:45 Lakos 17:09 Vanek 23:05 Altmann 26:58 Raffl 49:42 Oberkofler 56:50 | Marcatori | 03:52 Bērziņš 38:08 Saviels 40:52 Dārziņš |

| Arbitri: | Antonín Jeřábek Marcus Vinnerborg |

|                                                                           |           |                                   |
| Belov 05:23 Koval'čuk 14:04 Tereščenko 31:19 Medvedev 53:35 Radulov 55:27 | Marcatori | 10:58 38:08 Stastny 27:09 Hunwick |

| Arbitri: | Ian Croft Vjačeslav Bulanov |

|  |           |                  |
|  | Marcatori | 37:00 59:51 Kink |

| Arbitri: | Lars Brüggemann Brent Reiber |

|                                      |           |                  |
| Smith 17:36 43:22 59:18 Gionta 51:29 | Marcatori | 05:53 Koskiranta |

| Arbitri: | Martin Fraňo Aleksi Rantala |

|                 |           |                               |
| Perežogin 17:36 | Marcatori | 29:52 Fleury 36:48 A. Roussel |

| Arbitri: | Marcus Vinnerborg Derek Zalaski |

|                                   |           |                                                          |
| Záborský 01:23 Surový 36:09 59:38 | Marcatori | 00:15 Cipulis 13:00 38:50 40:25 Dārziņš 17:24 Girgensons |

| Arbitri: | Lars Brüggemann Martin Fraňo |

|              |                |                     |
| Surový 09:00 | Marcatori      | 33:17 Unterluggauer |
|              | Shootout 0 – 1 | Vanek               |

| Arbitri: | Ian Croft Marcus Vinnerborg |

|                               |           |                                     |
| Radulov 23:37 Koval'čuk 58:12 | Marcatori | 03:22 27:21 Kontiola 36:00 Aaltonen |

| Arbitri: | Lars Brüggemann Aleksi Rantala |

|                                                    |           |                                   |
| Gionta 07:08 Butler 17:17 Stastny 51:37 Moss 53:23 | Marcatori | 28:24 Hecquefeuille 58:30 Treille |

| Arbitri: | Vjačeslav Bulanov Derek Zalaski |

| |           |                             |
| Pihlström 04:13 Savinainen 08:18 57:21 Kontiola 27:48 Korpikoski 49:46 Hagman 50:22 Koskiranta 55:23 | Marcatori | 40:38 Lukas 42:46 Herburger |

| Arbitri: | Ian Croft Brent Reiber |

|                           |           |  |
| Ullmann 28:05 Hager 43:05 | Marcatori |  |

| Arbitri: | Vjačeslav Bulanov Konstantin Olenin |

|                                         |           |  |
| Butler 02:39 Stastny 04:53 Gionta 51:27 | Marcatori |  |

| Arbitri: | Daniel Piechaczek Brent Reiber |

|                   |           |                                             |
| Radivojevič 39:44 | Marcatori | 25:36 Radulov 34:44 Koval'čuk 44:48 Denisov |

| Arbitri: | Vladimír Baluška Lars Brüggemann |

|                                           |           |                  |
| Cipulis 14:52 Sprukts 25:07 Dārziņš 56:24 | Marcatori | 43:27 Desrosiers |

| Arbitri: | Ian Croft Aleksi Rantala |

|                                            |           | |
| Iberer 08:53 27:51 Vanek 09:08 Raffl 15:56 | Marcatori | 01:25 Perežogin 08:15 Koval'čuk 18:32 Nikulin 24:50 Radulov 31:07 Mozjakin 37:19 Soin 41:36 Zajcev 49:38 Kuznecov |

| Arbitri: | Konstantin Olenin Aleksi Rantala |

|                                                          |           |              |
| Radivojevič 00:15 Bartek 03:44 Vydarený 30:48 Daňo 58:36 | Marcatori | 39:14 Kristo |

| Arbitri: | Vladimír Baluška Brent Reiber |

|                                   |           |                                |
| Desrosiers 01:42 A. Roussel 34:57 | Marcatori | 17:32 61:05 Ehrhoff 41:24 Wolf |

| Arbitri: | Vjačeslav Bulanov Daniel Piechaczek |

|                            |           |                                               |
| Meija 08:19 Jekimovs 56:13 | Marcatori | 09:18 Salminen 30:25 Granlund 63:46 Pihlström |

| Pos. |             | PG | V | VOT | POT | P | GF | GS | DR  | Pt |
| 1.   | Finlandia   | 7  | 4 | 2   | 0   | 1 | 23 | 14 | +9  | 16 |
| 2.   | Russia      | 7  | 5 | 0   | 0   | 2 | 29 | 14 | +15 | 15 |
| 3.   | Stati Uniti | 7  | 5 | 0   | 0   | 2 | 24 | 16 | +8  | 15 |
| 4.   | Slovacchia  | 7  | 3 | 0   | 1   | 3 | 18 | 17 | +1  | 10 |
| 5.   | Germania    | 7  | 2 | 1   | 1   | 3 | 13 | 16 | -3  | 9  |
| 6.   | Lettonia    | 7  | 2 | 0   | 1   | 4 | 14 | 25 | -11 | 7  |
| 7.   | Francia     | 7  | 2 | 0   | 1   | 4 | 13 | 21 | -8  | 7  |
| 8.   | Austria     | 7  | 1 | 1   | 0   | 5 | 18 | 29 | -11 | 5  |

### Gruppo S
| Arbitri: | Keith Kaval Daniel Piechaczek |

|                            |           |  |
| Voráček 11:03 Vrbata 49:57 | Marcatori |  |

| Arbitri: | Ian Croft Jyri Rönn |

|                                  |           |                                               |
| Fransson 38:10 Hjalmarsson 58:38 | Marcatori | 22:52 Bieber 28:17 Niederreiter 59:27 Gardner |

| Arbitri: | Vladimír Baluška Keith Kaval |

|                                     |           |              |
| Bastiansen 01:02 14:03 Hansen 59:55 | Marcatori | 19:43 Jeglič |

| Arbitri: | Lars Brüggemann Daniel Piechaczek |

|                                   |           |             |
| Duchene 30:15 47:03 Stamkos 31:38 | Marcatori | 04:50 Green |

| Arbitri: | Vjačeslav Bulanov Konstantin Olenin |

|              |           |                                |
| Hudler 32:40 | Marcatori | 10:14 Ericsson 23:38 Tallinder |

| Arbitri: | Lars Brüggemann Vjačeslav Bulanov |

|                                                          |           |                                              |
| Kaznadeŭ 17:19 Kitaraŭ 29:44 Filičkin 43:57 Uharaŭ 55:19 | Marcatori | 13:28 Razingar 41:06 M. Rodman 54:52 Sabolič |

| Arbitri: | Vladimír Baluška Konstantin Olenin |

|                                      |                |                       |
| Hollenstein 13:11 Niederreiter 53:14 | Marcatori      | 34:33 Ladd 47:35 Read |
| Suri                                 | Shootout 1 – 0 |                       |

| Arbitri: | Ian Croft Jyri Rönn |

|                                             |           |                               |
| Trygg 01:03 Bastiansen 37:05 Thoresen 57:28 | Marcatori | 45:09 Lassen 49:58 Ma. Bødker |

| Arbitri: | Ian Croft Jyri Rönn |

|                                                                        |           |                    |
| Ambühl 17:56 Niederreiter 26:36 Moser 45:47 Bodenmann 53:22 Suri 59:21 | Marcatori | 33:02 39:12 Hudler |

| Arbitri: | Keith Kaval Daniel Piechaczek |

|                                 |           |               |
| Lindberg 25:40 Pettersson 51:36 | Marcatori | 17:34 Kal'coŭ |

| Arbitri: | Vladimír Baluška Konstantin Olenin |

|                   |           |                                      |
| Tičar 06:11 34:41 | Marcatori | 23:34 Staal 45:58 Madsen 61:53 Green |

| Arbitri: | Lars Brüggemann Vjačeslav Bulanov |

|                                                                                    |           |             |
| Ladd 04:45 Skinner 13:07 Duchene 16:57 Giroux 18:04 Hall 22:28 52:35 Stamkos 44:32 | Marcatori | 30:24 Olimb |

| Arbitri: | Antonín Jeřábek Keith Kaval |

|             |           |                                                                                         |
| Pajič 06:13 | Marcatori | 14:59 Bodenmann 17:39 Cunti 19:23 31:20 Hollenstein 35:02 Moser 39:53 Ambühl 44:05 Suri |

| Arbitri: | Vladimír Baluška Matt Kirk |

|              |           |                                                               |
| Holtet 31:53 | Marcatori | 09:26 56:33 Landeskog 14:00 Eriksson 44:11 Jämtin 44:59 Fälth |

| Arbitri: | Morgan Johansson Daniel Piechaczek |

|                |                |               |
| Michálek 45:53 | Marcatori      | 55:55 Poulsen |
| Irgl           | Shootout 1 – 0 |               |

| Arbitri: | Konstantin Olenin Jyri Rönn |

|  |           |                                        |
|  | Marcatori | 08:56 Stamkos 20:55 Schenn 33:00 Staal |

| Arbitri: | Matt Kirk Konstantin Olenin |

|                           |           |                                                        |
| Sabolič 06:21 Tičar 11:47 | Marcatori | 05:39 Koukal 19:17 Hudler 45:58 Michálek 55:55 Novotný |

| Arbitri: | Antonín Jeřábek Keith Kaval |

|                 |           |                                                      |
| Jafimenka 55:58 | Marcatori | 11:17 O'Reilly 16:59 Ladd 25:27 Stamkos 42:35 Giroux |

| Arbitri: | Keith Kaval Matt Kirk |

|                                                         |           |              |
| Cunti 01:55 Gardner 31:02 Suri 43:47 Niederreiter 54:34 | Marcatori | 33:54 Jensen |

| Arbitri: | Vladimír Baluška Daniel Piechaczek |

|                                  |           |  |
| Landeskog 25:50 Pettersson 42:51 | Marcatori |  |

| Arbitri: | Morgan Johansson Jyri Rönn |

|                                      |           |               |
| Skrøder 03:55 25:58 Bastiansen 54:18 | Marcatori | 58:27 Kulakoŭ |

| Arbitri: | Morgan Johansson Marcus Vinnerborg |

|                              |           |              |
| Simmonds 11:01 Skinner 46:55 | Marcatori | 17:03 Koukal |

| Arbitri: | Martin Fraňo Derek Zalaski |

|                 |           |                                         |
| Tollefsen 44:14 | Marcatori | 06:05 Moser 15:33 Josi 39:35 von Gunten |

| Arbitri: | Matt Kirk Jyri Rönn |

|                                       |           |                                |
| Larsen 06:31 Jensen 14:57 Green 27:03 | Marcatori | 32:10 Kal'coŭ 36:36 Hrabarėnka |

| Arbitri: | Antonín Jeřábek Keith Kaval |

|                                                |           |                                  |
| Duchene 22:01 Stamkos 22:51 63:36 Dillon 47:09 | Marcatori | 05:53 08:36 Urbas 27:17 Razingar |

| Arbitri: | Martin Fraňo Marcus Vinnerborg |

|                |           |                                            |
| Kavyršyn 41:35 | Marcatori | 01:13 Josi 50:59 Bieber 54:00 59:02 Walker |

| Arbitri: | Morgan Johansson Jyri Rönn |

|                                                                                          |           |  |
| Fleischmann 01:45 07:18 Tlustý 11:27 Hanzal 27:56 Michálek 39:59 Vrbata 53:11 Irgl 53:32 | Marcatori |  |

| Arbitri: | Antonín Jeřábek Derek Zalaski |

|                            |           |                                                     |
| Madsen 07:40 Starkov 36:04 | Marcatori | 24:30 D. Sedin 40:22 H. Sedin 41:36 50:45 Thörnberg |

| Pos. |             | PG | V | VOT | POT | P | GF | GS | DR  | Pt |
| 1.   | Svizzera    | 7  | 6 | 1   | 0   | 0 | 29 | 10 | +19 | 20 |
| 2.   | Canada      | 7  | 5 | 1   | 1   | 0 | 25 | 10 | +15 | 18 |
| 3.   | Svezia      | 7  | 5 | 0   | 0   | 2 | 17 | 11 | +6  | 15 |
| 4.   | Rep. Ceca   | 7  | 3 | 1   | 0   | 3 | 19 | 12 | +7  | 11 |
| 5.   | Norvegia    | 7  | 3 | 0   | 0   | 4 | 12 | 26 | -14 | 9  |
| 6.   | Danimarca   | 7  | 1 | 1   | 1   | 4 | 13 | 20 | -7  | 6  |
| 7.   | Bielorussia | 7  | 1 | 0   | 0   | 6 | 10 | 21 | -11 | 3  |
| 8.   | Slovenia    | 7  | 0 | 0   | 2   | 5 | 12 | 27 | -15 | 2  |

## Fase ad eliminazione diretta
|  | Quarti di finale | Quarti di finale | Quarti di finale |             |           | Semifinali  | Semifinali  | Semifinali |           |                 | Finale          | Finale          | Finale |  |
|  |                  |                  |                  |             |           |             |             |            |           |                 |                 |                 |        |  |
|  | H1               | Finlandia        | 4                |             |           |             |             |            |           |                 |                 |                 |        |  |
|  | H1               | Finlandia        | 4                |             |           |             |             |            |           |                 |                 |                 |        |  |
|  | H4               | Slovacchia       | 3                |             |           |             |             |            |           |                 |                 |                 |        |  |
|  | H4               | Slovacchia       | 3                |             | Finlandia | Finlandia   | 0           |            |           |                 |                 |                 |        |  |
|  |                  |                  |                  |             | Finlandia | Finlandia   | 0           |            |           |                 |                 |                 |        |  |
|  |                  |                  | Svezia           | Svezia      | 3         |             |             |            |           |                 |                 |                 |        |  |
|  | S2               | Canada           | Svezia           | Svezia      | 3         | 2           |             |            |           |                 |                 |                 |        |  |
|  | S2               | Canada           |                  |             |           |             |             |            |           |                 |                 |                 |        |  |
|  | S3               | Svezia           | 3                |             |           |             |             |            |           |                 |                 |                 |        |  |
|  | S3               | Svezia           | 3                |             | Svezia    | Svezia      | 5           |            |           |                 |                 |                 |        |  |
|  |                  |                  |                  |             |           |             |             |            |           |                 |                 |                 |        |  |
|  |                  |                  | Svizzera         | Svizzera    | 1         |             |             |            |           |                 |                 |                 |        |  |
|  | S1               | Svizzera         | Svizzera         | Svizzera    | 1         | 2           |             |            |           |                 |                 |                 |        |  |
|  | S1               | Svizzera         |                  |             |           | 2           |             |            |           |                 |                 |                 |        |  |
|  | S4               | Rep. Ceca        | 1                |             |           |             |             |            |           |                 |                 |                 |        |  |
|  | S4               | Rep. Ceca        | 1                |             | Svizzera  | Svizzera    | 3           |            |           | Finale 3º posto | Finale 3º posto | Finale 3º posto |        |  |
|  |                  |                  |                  |             | Svizzera  | Svizzera    | 3           |            |           |                 |                 |                 |        |  |
|  |                  |                  | Stati Uniti      | Stati Uniti | 0         |             |             |            |           |                 |                 |                 |        |  |
|  | H2               | Russia           | Stati Uniti      | Stati Uniti | 0         | 3           |             |            | Finlandia | Finlandia       | 2               |                 |        |  |
|  | H2               | Russia           |                  |             |           |             |             |            | Finlandia | Finlandia       | 2               |                 |        |  |
|  | H3               | Stati Uniti      | 8                |             |           | Stati Uniti | Stati Uniti | 3          |           |                 |                 |                 |        |  |

### Quarti di finale
| Arbitri: | Lars Brüggemann Brent Reiber |

|                                            |           | |
| Svitov 15:30 Ovečkin 41:33 Perežogin 43:40 | Marcatori | 11:53 50:07 Stastny 12:43 Oshie 25:45 Thompson 37:31 Galchenyuk 42:55 Carter 48:11 Trouba 49:56 Moss |

| Arbitri: | Konstantin Olenin Marcus Vinnerborg |

|                              |           |              |
| Hollenstein 05:45 Josi 33:08 | Marcatori | 45:29 Kutlák |

| Arbitri: | Antonín Jeřábek Keith Kaval |

|                                                    |           |                                        |
| Väänänen 01:31 Kontiola 09:49 33:08 Aaltonen 48:13 | Marcatori | 25:03 Miklík 32:17 Sekera 40:30 Surový |

| Arbitri: | Vjačeslav Bulanov Jyri Rönn |

|                            |                |                        |
| Stamkos 20:45 Giroux 50:50 | Marcatori      | 45:41 49:35 Danielsson |
|                            | Shootout 0 – 1 | Pettersson             |

### Semifinali
| Arbitri: | Konstantin Olenin Brent Reiber |

|  |           |                                     |
|  | Marcatori | 10:33 35:13 Eriksson 59:27 H. Sedin |

| Arbitri: | Lars Brüggemann Antonín Jeřábek |

|                                            |           |  |
| Niederreiter 30:01 Walker 50:11 Suri 59:41 | Marcatori |  |

### Finale 3º/4º posto
| Arbitri: | Brent Reiber Marcus Vinnerborg |

|                        |                |                           |
| Korpikoski 48:56 52:18 | Marcatori      | 00:58 Smith 15:58 Stastny |
|                        | Shootout 0 – 1 | Galchenyuk                |

### Finale
| Arbitri: | Antonín Jeřábek Konstantin Olenin |

|            |           |                                                                        |
| Josi 04:45 | Marcatori | 08:42 Gustafsson 11:38 56:36 H. Sedin 47:13 Hjalmarsson 55:37 Eriksson |

## Classifica marcatori
| Giocatore          | PG | G | A  | Pt | +/- | MP |
| ------------------ | -- | - | -- | -- | --- | -- |
| Petri Kontiola     | 10 | 8 | 8  | 16 | +6  | 8  |
| Paul Stastny       | 10 | 7 | 8  | 15 | +7  | 6  |
| Craig Smith        | 10 | 4 | 10 | 14 | +5  | 18 |
| Il'ja Koval'čuk    | 8  | 8 | 5  | 13 | +5  | 29 |
| Steven Stamkos     | 8  | 7 | 5  | 12 | +6  | 6  |
| Juhamatti Aaltonen | 10 | 4 | 7  | 11 | +3  | 4  |
| Aleksandr Radulov  | 8  | 5 | 5  | 10 | +4  | 4  |
| Loui Eriksson      | 10 | 5 | 5  | 10 | +4  | 0  |
| Henrik Sedin       | 4  | 4 | 5  | 9  | +4  | 2  |
| Roman Josi         | 10 | 4 | 5  | 9  | +2  | 4  |

Fonte: IIHF.com

## Classifica portieri
| Giocatore      | Min | TC     | GS | SO | MGS  | Sv%   |
| -------------- | --- | ------ | -- | -- | ---- | ----- |
| Jhonas Enroth  | 183 | 418:29 | 8  | 2  | 1.15 | 95.63 |
| John Gibson    | 164 | 308:00 | 8  | 1  | 1.56 | 95.12 |
| Mike Smith     | 126 | 255:00 | 7  | 1  | 1.65 | 94.44 |
| Rob Zepp       | 153 | 302:05 | 9  | 2  | 1.79 | 94.12 |
| Ondřej Pavelec | 112 | 296:36 | 7  | 1  | 1.42 | 93.75 |

Fonte: IIHF.com

## Classifica finale
| Pos | Squadra     |
| --- | ----------- |
| 1   | Svezia      |
| 2   | Svizzera    |
| 3   | Stati Uniti |
| 4   | Finlandia   |
| 5   | Canada      |
| 6   | Russia      |
| 7   | Rep. Ceca   |
| 8   | Slovacchia  |
| 9   | Germania    |
| 10  | Norvegia    |
| 11  | Lettonia    |
| 12  | Danimarca   |
| 13  | Francia     |
| 14  | Bielorussia |
| 15  | Austria     |
| 16  | Slovenia    |

| Campioni del mondo di hockey su ghiaccio 2013 |
| Svezia 9º titolo                              |

Il piazzamento finale è stabilito dai seguenti criteri:
- Posizioni dal 1º al 4º posto: i risultati della finale e della finale per il 3º posto
- Posizioni dal 5º all'8º posto (squadre perdenti ai quarti di finale): il piazzamento nei gironi preliminari; in caso di ulteriore parità, la differenza reti nei gironi preliminari.
- Posizioni dal 9º al 14º posto (squadre non qualificate per la fase ad eliminazione diretta): il piazzamento nei gironi preliminari; in caso di ulteriore parità, la differenza reti nei gironi preliminari.
- Posizioni dal 15º al 16º posto: ultime due classificate nei gironi preliminari.

| Promosse nel Gruppo A:         | Kazakistan | Italia   |
| Retrocesse in Prima Divisione: | Austria    | Slovenia |

### Riconoscimenti

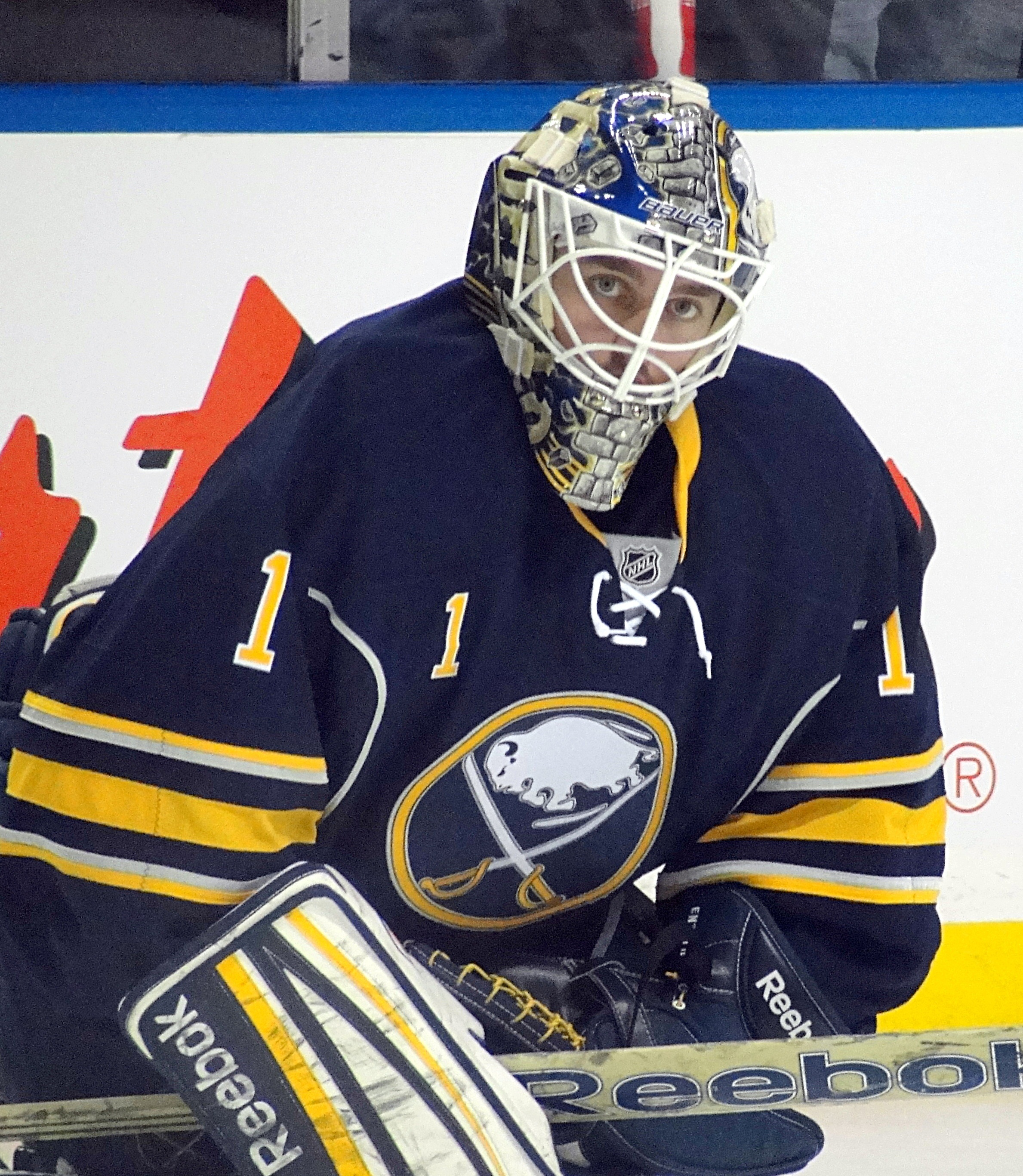
Jhonas Enroth, miglior portiere e membro dell'All-Star Team.

Riconoscimenti individuali

| Premio                  | Giocatore      |
| ----------------------- | -------------- |
| Miglior giocatore (MVP) | Roman Josi     |
| Miglior portiere        | Jhonas Enroth  |
| Miglior difensore       | Roman Josi     |
| Miglior attaccante      | Petri Kontiola |

All-Star Team

| Attacco:  | Paul Stastny - Petri Kontiola - Henrik Sedin |
| Difesa:   | Roman Josi - Julien Vauclair                 |
| Portiere: | Jhonas Enroth                                |